# Baniana
Baniana là một chi bướm đêm thuộc họ Erebidae.

## Các loài
- Baniana firmalis (Guenée, 1854)
- Baniana gobar Druce, in Godman và Salvin, 1898
- Baniana haga Schaus, 1912
- Baniana inaequalis Walker, 1862 (đồng nghĩa: Baniana crucilla (Schaus, 1914))
- Baniana minor Lafontaine & Walsh, 2010
- ? Baniana relapsa Walker, 1858
- Baniana significans Walker, 1858